# Archichlora povolnyi
Archichlora povolnyi là một loài bướm đêm trong họ Geometridae.